# باشكند (سراب)
باشكند هي قرية في مقاطعة سراب، إيران. عدد سكان هذه القرية هو 136 في سنة 2006.